# Michel-Richard Delalande
Michel-Richard Delalande, ook Lalande of De la Lande (Parijs, 15 december 1657 - Versailles, 18 juni 1726) was een Franse componist die zich met name heeft toegelegd op het componeren van religieuze muziek, en in het bijzonder grands motets.
Gegevens over zijn jeugd zijn schaars en deels gebaseerd op de Discours sur la vie et les ouvrages de M. De la Lande van – naar waarschijnlijkheid – Alexandre Tannevot, dat als voorwoord diende voor de postume uitgave van 40 grands motets van Delalande. Ook over Delalandes muzikale vorming is geen informatie beschikbaar, behalve dat hij viool en klavecimbel en orgel leerde spelen.
Hij werd leraar klavecimbel van de dochter van de Maréchal de Noailles, die hem bij Lodewijk XIV aanbeval als leraar voor zijn en Mme. de Montespans dochters Louise Françoise (Mlle. de Nantes) en Françoise Marie (Mlle. de Blois). Delalande werd daarnaast organist van vier Parijse kerken, de Saint Louis, de Petit Saint Antoine, de Saint Jean-en-Grève en de Saint-Gervais. Van de laatste kerk werd hij na de dood van de hoofdorganist Charles Couperin gecontracteerd om te blijven tot Charles' zoon François Couperin 18 jaar was. Na Delalandes benoeming als sous-maître in de Chapelle royale in 1683 nam François Couperin al eerder de taken over. Ook verplichtingen als organist van de Saint Jean-en-Grève moest hij opgeven door toenemende verplichtingen aan het hof.
De competitie die Lodewijk XIV in 1683 uitschreef na de pensionering van Henry Du Mont en de terugtreding van Pierre Robert om een opvolger te benoemen voor deze twee musici, leverde hem de positie van sous-maître op, een functie die voor het laatste kwartaal van het jaar gold en waarbij de andere kwartalen waren toebedeeld aan de componisten abbé Goupillet, Pascal Colasse en Guillaume Minoret. Na de pensionering van deze componisten verkreeg Delalande in de loop van de tijd ook de overige kwartalen. Voor de eerste keer lag de verantwoording voor de muziek van de Chapelle Royale in handen van één persoon. 
In januari 1689 werd hij opvolger van Jean Louis Lully, overleden in 1688 en zoon van Jean-Baptiste Lully, als surintendant de la musique de la chambre. Hij deelde deze post met Jean-Baptiste Boësset, die zijn deel in 1695 aan Delalande verkocht, een aankoop waar de componist André-Danican Philidor, bijgenaamd l'aîné, financieel voor moest bijspringen met een lening.
In 1709 had hij ook de volledige verantwoording als compositeur de la musique de la chambre op zijn naam.

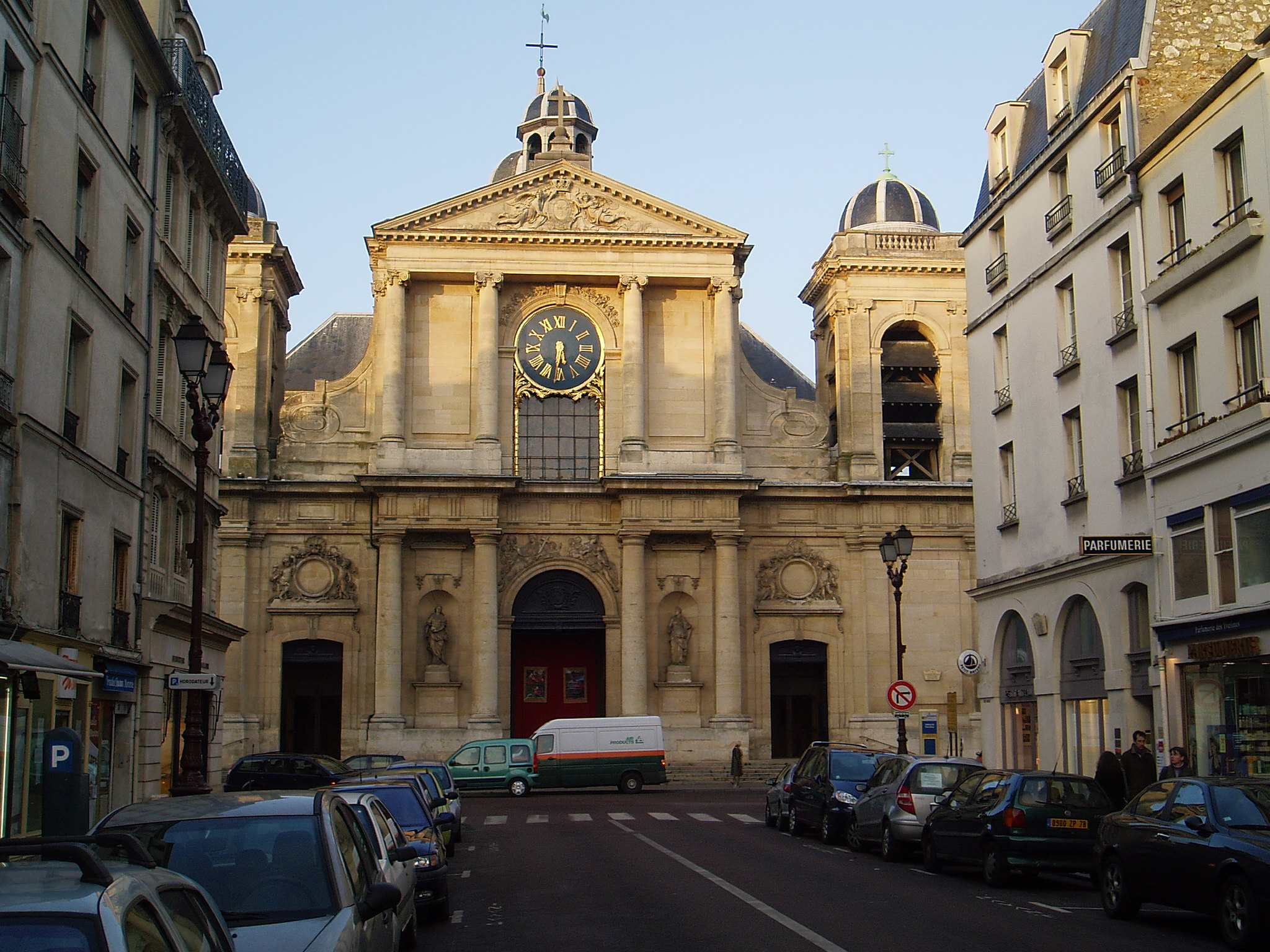
Notre Dame de Versailles

Delalande was een welgesteld man als gevolg van zijn functies in dienst van het hof, met als een van de weinige componisten een eigen koets, een groot huis in Parijs in de rue Ste-Anne en in Versailles, een appartement in de Grand Commun en een landhuis in het Parc-aux-Cerfs.
Na de dood van Lodewijk XIV in 1715 ging Delalande het rustiger aan doen en zorgde hij ervoor dat zijn beste leerlingen goede posities kregen: André Cardinal Destouches en François Collin de Blamont (voor delen van de verantwoordelijkheden als surintendant) en Jean- François de la Porte (die met Delalande's zwager, Jean-Féry Rebel, hem opvolgde als compositeur de la musique de la chambre).
Lodewijk XV maakte Delalande in 1722 Chevalier de l'Ordre de Saint Michel en gaf hem een jaar later een jaarpensioen.
In 1726 overleed Delalande. Hij werd begraven in de Notre Dame de Versailles.

## Werken
Het grand motet kwam bij Delalande tot volle bloei. Er zijn 75 van deze werken bekend, die zijn aangemerkt als authentiek door Delalande gecomponeerd. Aanvankelijk voorbehouden aan de beperkte groep uitverkorenen die de werken konden horen in de koninklijke kapel, kregen ze na 1725 bijval van een groter publiek na het opzetten van de Concert Spirituel in Parijs. Delalandes grand motets werden nog gedurende de gehele 18e eeuw zeer veelvuldig uitgevoerd. 
De motetten bevatten zowel opera-achtige airs galants als de wat meer statige stijl van de Versailles-motetten van zijn voorgangers Lully en Dumont, zowel fijnzinnige polyfone gregoriaanse melodieën als grote homofone koren. Een voorbeeld hiervan is het motet Confitebor tibi domine uit 1699.
Delalandes wereldlijke muziek omvat balletten, divertissement en pastorales, geschreven voor de ontspanning van het hof in Versailles, Marly, Fontainebleau en Sceaux. Zijn Ballet de la jeunesse dat in 1686 in Versailles werd uitgevoerd, is een voorloper van de opéra-ballet. 
Delen uit de balletten en divertissements bewerkte Delalande voor gebruik in de populaire Symphonies pour les Soupers du Roy, die om de veertien dagen onder Lodewijk XIV en Lodewijk XV tijdens de soupers werden uitgevoerd. De Symphonies des Noëls zijn toonzettingen van traditionele Franse kerstliederen die op kerstavond in de koninklijke kapel werden gespeeld.

## Geselecteerde discografie
- Grand motets (Beati quorum remissae sunt; Quam dilecta; Audite cæli quae loquor) – Solisten, Les Pages & les Chantres de Versailles, La Grande Ecurie & la Chambre du Roy o.l.v. Olivier Schneebelli (Virgin Veritas, 7 24354 55312 7)
- Grand motets (Te Deum; Super flumina Babilonis; Confitebor tibi Domine) – Solisten en Les Art Florissants o.l.v. William Christie (Harmonia mundi, HMC 901351)
- Grand motets (Dies irae; Miserere) – Solisten, Chœur & Orchestre de la Chapelle Royale o.l.v. Philippe Herreweghe (Harmonia mundi, HMC 901352)
- Petits motets  (Miserere à voix seule et chœur; Vanum est vobis ante lucem; Miserator et misericors; Cantique quatrième) – Véronique Gens, Sandrine Piau, Noémi Rime en Arlette Steyer, Les Arts Florissants o.l.v. William Christie (Harmonia mundie, HMT 7901416)(+ Assumpta est Maria van Louis Lemaire en Regina coeli van Jean-Baptiste Morin)
- Leçons de ténèbres (met instrumentale werken van Marin Marais, Robert de Visée en Louis Couperin) – Isabelle Desrochers (sopraan), Mauricio Buraglia (theorbe), Nima Ben David (viola da gamba) en Pierre Trocellier (klavecimbel en orgel) (Auvidis-Astrée, E 8592)
- Symphonies pour les Soupers du Roy (integrale versie) – La Simphonie du Marais o.l.v. Hugo Reyne (Harmonia mundi, 4 cd's, HMC 901337.40)

## Afbeeldingen

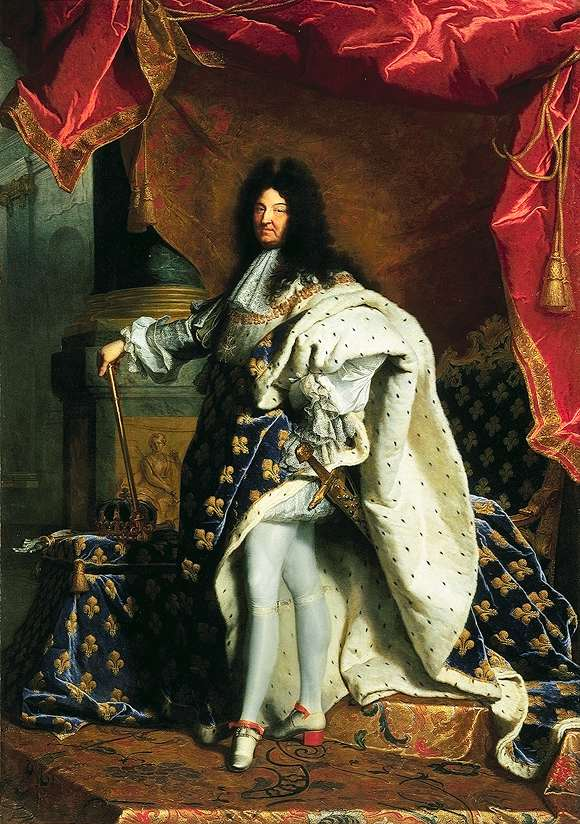
Lodewijk XIV
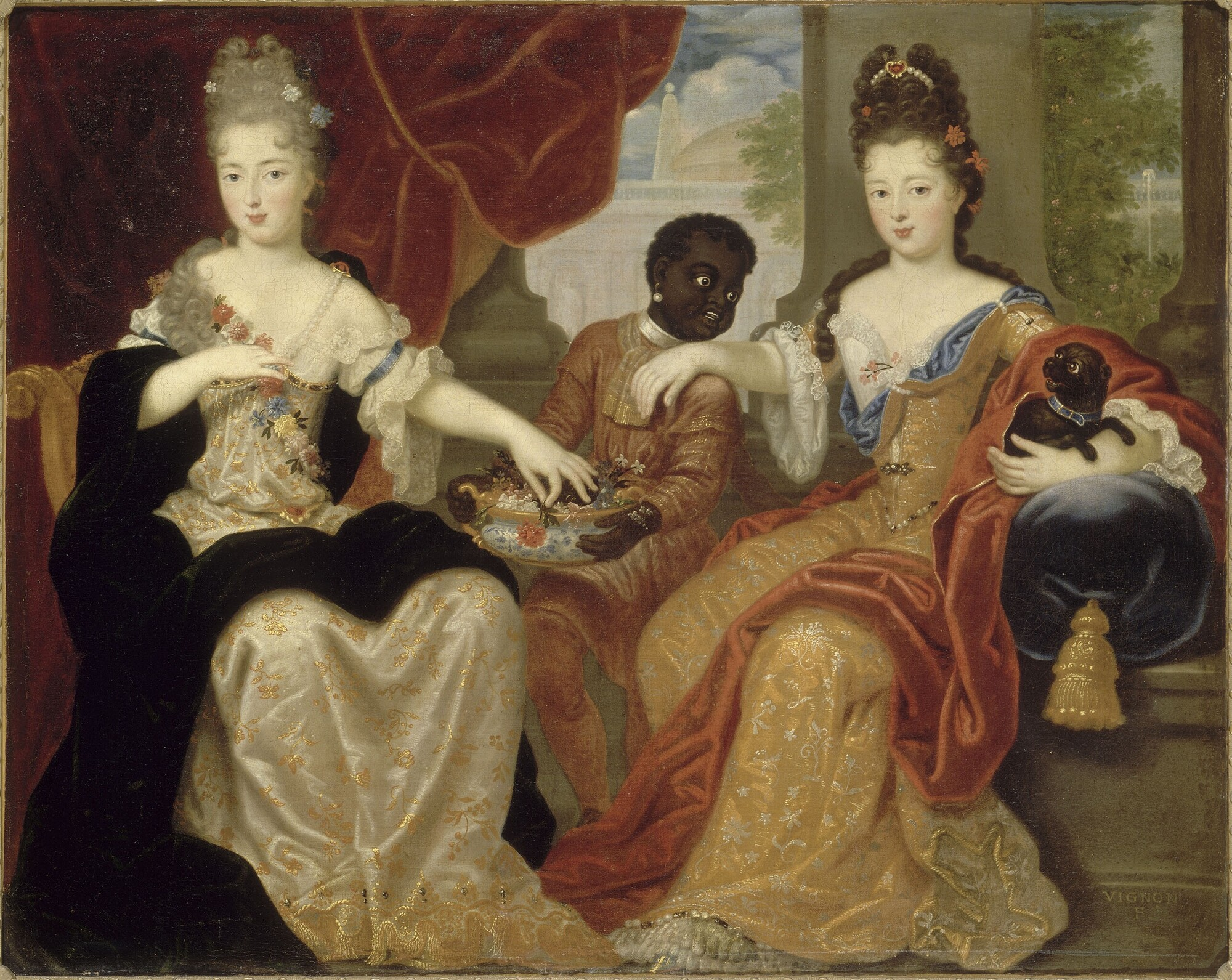
Françoise-Marie de Bourbon, Mlle. de Blois (links) en Louise-Françoise de Bourbon, Mlle. de Nantes (rechts)

- Bibsys: 4029004
- Biblioteca Nacional de España: XX1506737
- Bibliothèque nationale de France: cb138962809 (data)
- Catàleg d'autoritats de noms i títols de Catalunya: 981058518372106706
- CiNii: DA08490639
- Gemeinsame Normdatei: 118864106
- International Standard Name Identifier: 0000 0001 2278 4123
- Library of Congress Control Number: n80057151
- Nationale Bibliotheek van Letland: 000332598
- MusicBrainz: af403213-f910-4812-8520-6af768954921
- Nationale Bibliotheek van Tsjechië: jn20000603637
- Nationale Bibliotheek van Israël: 987007273058005171
- Nationale Bibliotheek van Polen: a0000001827905
- Nederlandse Thesaurus van Auteursnamen: 072746653
- Istituto Centrale per il Catalogo Unico: SBLV222638
- LIBRIS: 222385
- SNAC: w6sb5hw5
- Système universitaire de documentation: 086102524
- Trove: 1184453
- Virtual International Authority File: 37102446
- WorldCat: E39PBJpjcgRHjhFhTVbyt9tR8C